# Адмиралтейский канал
Адмиралте́йский канал (в 1717—1738 гг. Прядильный, в 1922—1991 гг. Круштейна) — канал в Санкт-Петербурге. Проходит от Крюкова канала до реки Мойки между 2-м Адмиралтейским островом и Новой Голландией.

## История
В 1713 году в Санкт-Петербурге было создано вспомогательное хозяйство Адмиралтейства, которое предназначалось для строительства мелких судов-галер (впоследствии - Галерная верфь). В 1717 году от восточного рва Адмиралтейской крепости до Галерной верфи был прорыт канал. Вместе с водной системой Новой Голландии он выполнял транспортную функцию — по нему корабельный лес переправлялся со складов Новой Голландии на верфи Адмиралтейства.
В XIX веке канал потерял своё значение и обмелел. По воспоминаниям А. П. Бутенкова, посетившего Санкт-Петербург в 1802 году, "…Адмиралтейство и большая верфь оставались еще в том виде, как были при Петре, окружены бастионами и широкими рвами, через которые были перекинуты подъемные мосты… Исаакиевская площадь прорезана небольшим каналом, шедшим от Адмиралтейства и доходившим до Крюкова канала...". Участок вдоль Главного адмиралтейства был засыпан в 1828 году. В 1842 году канал в большей своей части (от Адмиралтейства до современной площади Труда) был перекрыт кирпичным сводом и засыпан сверху землёй, и на его месте в 1844 году был создан Конногвардейский бульвар. От Адмиралтейского канала остался его современный участок от Крюкова канала до реки Мойки.
Берега канала первоначально были укреплены деревом. В 1959 году по проекту инженеров Б, Б. Левина и Е. Е. Розенфельда берега укрепили гранитом: вдоль Новой Голландии, по левому берегу, была построена низкая стенка с травяным откосом, вдоль правого берега — высокая стенка с чугунными ограждениями.
В конце 1990-х годов в ходе строительства подземного перехода под площадью Труда были демонтированы фрагменты исторической трубы, при этом её арки были включены в архитектурную композицию перехода, который был открыт в 1998 году. В переходе также установили мемориальную доску с надписью «Здесь проходил Адмиралтейский канал»

## История названия
Первоначально канал назывался Прядильным. Название было дано по прядильным амбарам, находившимся между современными Галерной улицей и Конногвардейским бульваром. 20 апреля 1738 года канал получил название по Главному адмиралтейству (фактически это название употреблялось уже с 1732 года). При этом на плане 1736 года участок канала между Дворцовой и Исаакиевской площадями обозначен как Адмиралтейский канал, а участок от Исаакиевской площади до Крюкова канала — как Прядильный. Участок за Крюковым каналом назывался Мастерским каналом. С 1738 года все три канала были объединены и получили общее название Адмиралтейский канал. Современный участок канала в 1793—1846 годах назывался также каналом Новой Голландии.
2 декабря 1922 года был переименован в канал Круштейна в честь К. Я. Круштейна, эстонского революционера, участника Гражданской войны, одного из руководителей Главного управления мореплавания, учреждения которого находились, в частности, и на территории Новой Голландии. Круштейн был убит 3 ноября 1921 года на набережной канала. 4 октября 1991 года каналу было возвращено историческое название.

## Географические сведения
Длина канала около 0,44 км, ширина 9—14 м, глубина 1,5—2,7 м, средний расход воды около 0,05 м³/с.

## Достопримечательности
- Дом № 9 — дом инженера Станислава Ольшевского. В этом доме родился и вырос писатель В. В. Конецкий.
- Дом № 17 — доходный дом Федора Кранкенгагена. С 1904 года принадлежал братьям Елисеевым, хозяевам известного магазина.
- Дом № 25 — дом А. Ф. Пистолькорс, особняк XVIII века.
- Дом № 29 — дом Л. И. Штиглица, особняк XIX века.
- Через канал перекинуты два моста:
  - Выше по течению — 1-й мост Круштейна,
  - Ниже по течению — 2-й мост Круштейна,
- На левом берегу канала находится комплекс построек Новой Голландии,
- У слияния канала и реки Мойки располагается бывший дворец Бобринских.